# Kotlice-Kolonia
Kotlice-Kolonia [pronunciación en polaco: /kɔˈtlit͡sɛ kɔˈlɔɲa/] es un pueblo ubicado en el distrito administrativo de Gmina Miączyn, dentro del Condado de Zamość, Voivodato de Lublin, en Polonia oriental. Se encuentra aproximadamente a 25 kilómetros al este de Zamość y a 96 kilómetros al sureste de la capital regional Lublin.
En 2005, el pueblo tuvo una población de 103 habitantes.